# Hear Them Calling
Chansons représentant l'Islande au Concours Eurovision de la chanson
Unbroken
(2015) Paper
(2017)
Hear Them Calling (en français « Je les entends appeler » ou encore « Écoute-les appeler ») est la chanson de Greta Salóme qui représente l'Islande au Concours Eurovision de la chanson 2016 à Stockholm.
Le 10 mai 2016, lors de la 1re demi-finale, elle termine à la 14e place avec 51 points  et par conséquent n'est pas qualifiée pour la finale.